# Мортон Беттс
Мо́ртон Беттс (англ. Morton Peto Betts; 30 серпня 1847, Блумсбері, Лондон, Англія, Британська імперія — 19 квітня 1914, Ментона, Третя французька республіка) — англійський спортсмен. Автор першого забитого м'яча у фіналі найстарішого футбольного турніру.

## Спортивна кар'єра
Повної інформації про футбольну клубну кар'єру немає. Відомо, що на старті першого розіграшу кубка Англії він був у заявці клубу «Герроу Чекерс», який представляв одну з найстаріших шкіл країни.
У першому раунді  «Герроу Чекерс» відмовилися грати проти «Уондерерс» і далі пройшли їхні суперники. У вирішальному матчі турніру Мортон Беттс був вже гравцем «Вондерерза», але регламент не дозволяв протягом одного змагання виступати за дві команди і тому він був заявлений на фінал як «A.H. Chequer».
Гра відбулася 16 березня 1872 року на крикетному стадіоні Кеннінгтона у присутності 2 000 глядачів. На 15-й хвиліні Мортон Беттс, з передачі Роберта Відаля, забив єдиний гол у ворота «Роял Інджінірс»  
3 березня 1977 року вийшов у складі національної збірної проти команди Шотландії. У тому матчі грав у воротах і пропустив три голи (остаточний результат 1:3). На той час був гравцем команди «Олд Гарровіанс».
Також грав у крикет за команди графств Міддлсекс, Кент і Ессекс. В останній команді працював секретарем (1887—1890).
Протягом 20-ти років був одним з членів правління Футбольної асоціації Англії.